# 方志純
方志純（1905年9月11日—1993年7月31日），男，江西弋阳人，中華人民共和國政治人物，曾任江西省人民委员会省长，江西省委第二书记，為中華人民共和國江西事務的第二任省政府領導。方志敏堂弟。

## 生平
1924年加入中国共产党。1927年8月参加南昌起义。1928年1月随方志敏、黄道、邵式平等参与弋横暴动。
1933年初随红10军到中央苏区，后任红11军第31师政治委员。红军主力长征后，方志纯返回赣东北参加游击战争，任闽浙赣军区政治部宣传部，地方工作部部长，第2军分区司令员。1937年到延安。
1938年赴苏联学习。1941年回国途中在新疆被盛世才扣押。
1946年回到延安，任中共中央社会部卫戍部队参谋长。中社部二室副主任。
中华人民共和国成立后，历任江西省人民政府副主席、江西省人民委员会省长、省委第二书记、省军区第一政治委员、第五届全国人大常委会委员、中共中央纪律检查委员会常委。文化大革命期间牵涉新疆马明方叛徒集团案。1980年任江西省第四届政协主席。
1982年当选为党的十二大代表、中央顾问委员会委员。1985年9月在党的全国代表会议上，他主动退出了中顾委，为废除领导职务终身制作出了表率。
1993年7月31日，他因病在南昌逝世，终年88岁。

## 家庭
妻朱旦华（原为毛泽民之妻）。